# Lou Hunter
Pour les articles homonymes, voir Hunter.

a Compétitions nationales et continentales officielles uniquement.

b Matchs officiels uniquement.
Dernière mise à jour le 15 mai 2012.
Joseph Garvin Hunter dit Lou Hunter, né le 4 octobre 1899 à Louisville dans le Kentucky et mort le 10 septembre 1984 à Santa Barbara en Californie, est un joueur américain de rugby à XV évoluant au poste de deuxième ligne. Il est double champion olympique avec l'équipe des États-Unis de rugby à XV en 1920 et en 1924.

## Biographie
Né à Louisville dans le Kentucky, Lou Hunter fait ses études en Californie à l'Université de Santa Clara. Il joue avec au rugby à XV avec l'équipe de l'université. En 1920, il fait partie de l'équipe olympique américaine qui part en Europe pour disputer les Jeux olympiques à Anvers. Il remporte la médaille d'or avec l'équipe de rugby qui bat l'équipe de France sur le score de 8 à 0 dans l'unique match de la compétition. Il marque le seul essai du match en seconde mi-temps alors que son équipe mène 3 à 0 grâce à un coup de pied d'arrêt de volée réussi par Dink Templeton. Quatre ans plus tard, il est membre de l'équipe olympique américaine pour les Jeux olympiques à Paris et décroche de nouveau la médaille d'or même s'il ne dispute aucun des deux matchs de son équipe,.

## Palmarès
- Champion olympique de rugby à XV aux Jeux olympiques d'été de 1920 et aux Jeux olympiques d'été de 1924